# اتحاد ناميبيا لكرة القدم

الشعار السابق للاتحاد

تأسس اتحاد ناميبيا لكرة القدم في عام 1990م وانضم إلى الإتحاد الدولي لكرة القدم وإلى الاتحاد الأفريقي لكرة القدم في 1992م.